# Comecrudotalen
De Comecrudotalen zijn een groep waarschijnlijk verwante indiaanse talen die gesproken werden in het uiterste zuiden van Texas en in het noorden van Mexico langs de Rio Grande. Over de talen en hun sprekers is nauwelijks iets bekend. De meeste informatie komt van woordenlijsten die door Europese missionarisen zijn samengesteld.
De talen die tot de Comecrudofamilie gerekend worden zijn:
- Comecrudo
- Garza
- Mamulique

De Comecrudotalen zijn sinds de 19e eeuw uitgestorven. Goddard (1979) schaarde de drie talen voor het eerst bij elkaar in een aparte taalfamilie, en zijn indeling is tegenwoordig algemeen aanvaard. Eerdere taalkundigen rekenden de drie talen tot de Coahuilteekse talen.